# 新浪微博音乐人
新浪微博音乐人，是新浪网旗下音乐产品。前身是新浪的“微音乐”。2016年9月与中国移动咪咕音乐联合打造音乐人先锋榜。先锋榜分为趋势榜、周榜和月榜等个性榜单。

## 网站介绍
新浪微博音乐人分为流行频率、摇滚频率、民谣频率、电子频率等几个频道。音乐人申请认证后开通后台便可自己上传音乐。同时可以将音乐临街同步分享到微博中。产品口号是“发现明天的流行音乐”。

## 外部連結
- 官方网站